# Gobio acutipinnatus
Espèce
Synonymes
- Gobio gobio acutipinnatus Menschikov, 1939[1]

Gobio acutipinnatus est une espèce de poissons de la famille des Cyprinidae.

## Distribution
Cette espèce se rencontre en Russie, en Mongolie, en Chine et au Kazakhstan.

## Description
La taille maximale connue pour Gobio acutipinnatus est de 124 mm.

## Étymologie
Son nom spécifique, du latin acuti, « pointu, effilé », et pinnatus, « nageoire », lui a été donné en référence à la forme de ses nageoires comparativement à celles de Gobio gobio. 

## Publication originale
- Men'shikov, 1939 : « On the ichthyofauna of Lake Marka-Kul ». Ucenye zapiski / Permskij Ordena Trudovogo Krasnogo Znameni Gosudarstvennyj Universitet Imeni A. M. Gor'kogo, Ministerstvo Vyssego i Srednego Special'nogo Obrazovanija RSFSR. vol. 3, n. 2, p. 119-142.